# (17358) Lozino-Lozinskij
(17358) Lozino-Lozinskij est un astéroïde de la ceinture principale.

## Description
(17358) Lozino-Lozinskij est un astéroïde de la ceinture principale. Il fut découvert le 27 septembre 1978 à Nauchnyj par Lioudmila Tchernykh. Il présente une orbite caractérisée par un demi-grand axe de 2,37 UA, une excentricité de 0,13 et une inclinaison de 6,1° par rapport à l'écliptique.

## Compléments